# Saved from the Titanic
Saved from the Titanic er en amerikansk stumfilm fra 1912 af Étienne Arnaud.

## Medvirkende
- Dorothy Gibson som Miss Dorothy
- Alec B. Francis
- Julia Stuart
- John G. Adolfi som Jack
- William R. Dunn